# Communauté de communes Cap Sizun-Pointe du Raz
Die Communauté de communes Cap Sizun-Pointe du Raz (offizielle Schreibweise: Communauté de communes Cap Sizun - Pointe du Raz) ist ein französischer Gemeindeverband mit der Rechtsform einer Communauté de communes im Département Finistère in der Region Bretagne. Der Gemeindeverband wurde am 17. Dezember 1993 gegründet und besteht aus zehn Gemeinden. Der Verwaltungssitz befindet sich im Ort Pont-Croix.

## Mitgliedsgemeinden
| Gemeinde                                       | Einwohner 1. Januar 2022 | Fläche km² | Dichte Einw./km² | Code INSEE | Postleitzahl |
| ---------------------------------------------- | ------------------------ | ---------- | ---------------- | ---------- | ------------ |
| Audierne                                       | 3.708                    | 18,37      | 202              | 29003      | 29770        |
| Beuzec-Cap-Sizun                               | 1.018                    | 34,54      | 29               | 29008      | 29790        |
| Cléden-Cap-Sizun                               | 912                      | 19,08      | 48               | 29028      | 29770        |
| Confort-Meilars                                | 860                      | 14,68      | 59               | 29145      | 29790        |
| Goulien                                        | 440                      | 12,77      | 34               | 29063      | 29770        |
| Mahalon                                        | 1.010                    | 21,39      | 47               | 29143      | 29790        |
| Plogoff                                        | 1.166                    | 11,73      | 99               | 29168      | 29770        |
| Plouhinec                                      | 3.923                    | 28,05      | 140              | 29197      | 29780        |
| Pont-Croix                                     | 1.635                    | 8,09       | 202              | 29218      | 29790        |
| Primelin                                       | 641                      | 8,67       | 74               | 29228      | 29770        |
| Communauté de communes Cap Sizun-Pointe du Raz | 15.313                   | 177,37     | 86               | –          | –            |